# Elegant Machinery
Elegant Machinery est un groupe suédois de synthpop, actif entre 1988 et 1999, puis entre 2005 et 2011. Leur style musical se caractérise par de vieux sons de synthétiseurs analogiques qui rappellent les années 1980.

## Histoire

### Débuts
En 1988, Richard Jomshof (né Johansson) et Leslie Bayne forment un groupe. Un an plus tard, Robert Enforsen les rejoint en tant que chanteur principal. En 1989, les premières démos sont enregistrées avec le producteur Jonas Warnebring, notamment avec les chansons Safety in Mind et Little Sacrifice. Inspirés par le troisième album du groupe Data, ils ne se sont pas appelés Pole Position comme prévu initialement, mais Elegant Machinery.
En 1990, le premier single Safety in Mind est tiré à 500 exemplaires et est déjà épuisé sept jours plus tard. La première tournée débute également en 1991. En 1992, le premier album studio Degraded Faces est enregistré et publié sous le label suédois Energy Rekords. Le titre Process en est extrait en tant que single. Le single se hisse à la cinquième place des charts espagnols, et devient le plus grand succès commercial de l'histoire du groupe. L'album et le single sont ensuite rachetés par le label discographique espagnol Bol Records. Depuis 1992, Johan Malmgren est également membre permanent du groupe. En été 1993, le groupe enregistre son deuxième album studio Shattered Grounds. Il s'ensuit une tournée allemande couronnée de succès avec le groupe S.P.O.C.K.
En 1994, Leslie Bayne quitte le groupe. Quelques concerts sont donnés en Allemagne et en Hongrie et le single Watching You sort. En 1996, le troisième album studio Yesterday Man, produit avec Anders Eliasson (un ancien membre de l'ancien groupe de synthpop Page), sort. Suivi d'une tournée en Allemagne et en Suède en 1997, il devient l'album le plus vendu du groupe. En 1998, le groupe fait une nouvelle tournée en Allemagne. L'album A Decade of Thoughts, une sorte de best-of, est enregistré en collaboration avec Eskil Simonsson (Covenant). Le groupe fait également quelques apparitions à la télévision suédoise. 
En 1998, le groupe reçoit le prix du « meilleur groupe scénique de 1997 » des SEMA (Swedish Alternative Music Awards). La même année, le groupe se sépare pour des raisons personnelles et en raison de problèmes avec le label discographique.

### Réunion
Dans les années qui suivent, malgré la séparation officielle, quelques concerts ont lieu dans le monde entier. En 2005, Elegant Machinery décide de faire son retour. Le groupe enregistre un album en 2006 et se produit en Espagne, ainsi qu'au Wave-Gotik-Treffen de Leipzig. Des concerts au Mexique suivent, ainsi que des interviews dans des magazines et à la télévision mexicaine. En Allemagne, le groupe joue deux morceaux du nouvel album, qui sont améliorés et utilisés comme démo. En 2007, Elegant Machinery signe un contrat avec le label allemand Out of Line,. En 2008, le premier single après la reformation, Feel the Silence, sort. Le deuxième single de l'album s'intitule Move et sort en été.

### Séparation
Bien qu'un nouvel album ait été annoncé pour fin 2011, il est annoncé en avril 2011 que le groupe s'est à nouveau séparé en raison de divergences,,. 

## Discographie

### Albums studio
- 1991 : Degraded Faces
- 1993 : Shattered Grounds
- 1996 : Yesterday Man
- 1998 : A Decade of Thoughts (compilation)
- 2008 : A Soft Exchange

### Singles
- 1991 : Safety in Mind
- 1992 : Process (5e place des charts espagnols[2])
- 1993 : Hard to Handle (40e place des charts suédois)
- 1994 : Repressive Thoughts
- 1995 : Watching You
- 1996 : Myself with You
- 1998 : Fading Away
- 1998 : Words of Wisdom
- 2008 : Feel the Silence
- 2008 : Move
- 2016 : I (EP)

### Clips
- 1999 : Live At Virtual X-Mas 98
- 2005 : Archive
- 2008 : Feel the silence
- 2008 : Move

### Autres
- 1991 : My Secret Garden
- 1996 : To Cut A Long Story Short